# 俣野公園
俣野公園（またのこうえん）は、神奈川県横浜市戸塚区に位置する都市公園（総合公園）である。

## 概要
2002年に閉園した横浜ドリームランドの跡地を横浜市が買い取り、公園として整備し、2005年に開園（全面開園は2008年）した。5000人の観客を収容できる硬式野球場の俣野公園野球場、レストハウス、芝生広場、遊具などが設置されている。
横浜市緑の協会が指定管理者として管理をしている。

## 交通
- 戸塚駅（JR東日本・横浜市営地下鉄）神奈川中央交通戸塚バスセンターから「ドリームハイツ」行きにて「俣野公園・横浜薬大前」下車すぐ
- 立場駅（横浜市営地下鉄）神奈川中央交通 「大船駅」行きにて「俣野公園・横浜薬大前」下車すぐ
- 大船駅（JR東日本・湘南モノレール）神奈川中央交通 「立場駅」行きにて「俣野公園・横浜薬大前」下車すぐ